# Agapetus chinensis
Agapetus chinensis är en nattsländeart som först beskrevs av Martin E. Mosely 1942.  Agapetus chinensis ingår i släktet Agapetus och familjen stenhusnattsländor. Inga underarter finns listade i Catalogue of Life.